# Ушхайта
Ушхайта (рос. Ушхайта) — улус Кіжингинського району, Бурятії Росії. Входить до складу Сільського поселення Кіжингинський сомон.
Населення — 545 осіб (2015 рік).